# Боттерон, Рене
Рене Боттерон (фр. René Botteron; род. 17 октября 1954, Гларус) — швейцарский футболист, полузащитник.

## Карьера

### Клубная карьера
Во взрослом футболе дебютировал в 1972 году в клубе «Цюрих», в основном составе которого отыграл первые восемь сезонов своей игровой карьеры. В сезонах 1973/74, 1974/75 и 1975/76 становился чемпионом Швейцарии, а также является трёхкратным обладателем национального кубка.
В 1980 году перешёл в немецкий клуб «Кёльн», где отыграл два сезона, после чего стал выступать за бельгийский «Стандард». В составе клуба в сезоне 1981/82 стал чемпионом Бельгии. В том же году на один сезон перешёл в немецкий клуб «Нюрнберг», а затем вернулся в Швейцарию, где стал выступать за клуб «Базель», в котором и завершил футбольную карьеру в 1987 году.

### Карьера в сборной
В 1974 году дебютировал в официальных матчах в составе национальной сборной Швейцарии. Всего в составе сборной вышел на поле в 65 матчах, в которых отметился двумя забитыми мячами.

## Достижения
«Цюрих»
- Чемпион Швейцарии: 1973/74, 1974/75, 1975/76
- Обладатель Кубка Швейцарии: 1971/72, 1972/73, 1975/76

«Стандард»
- Чемпион Бельгии: 1981/82